# Міньян

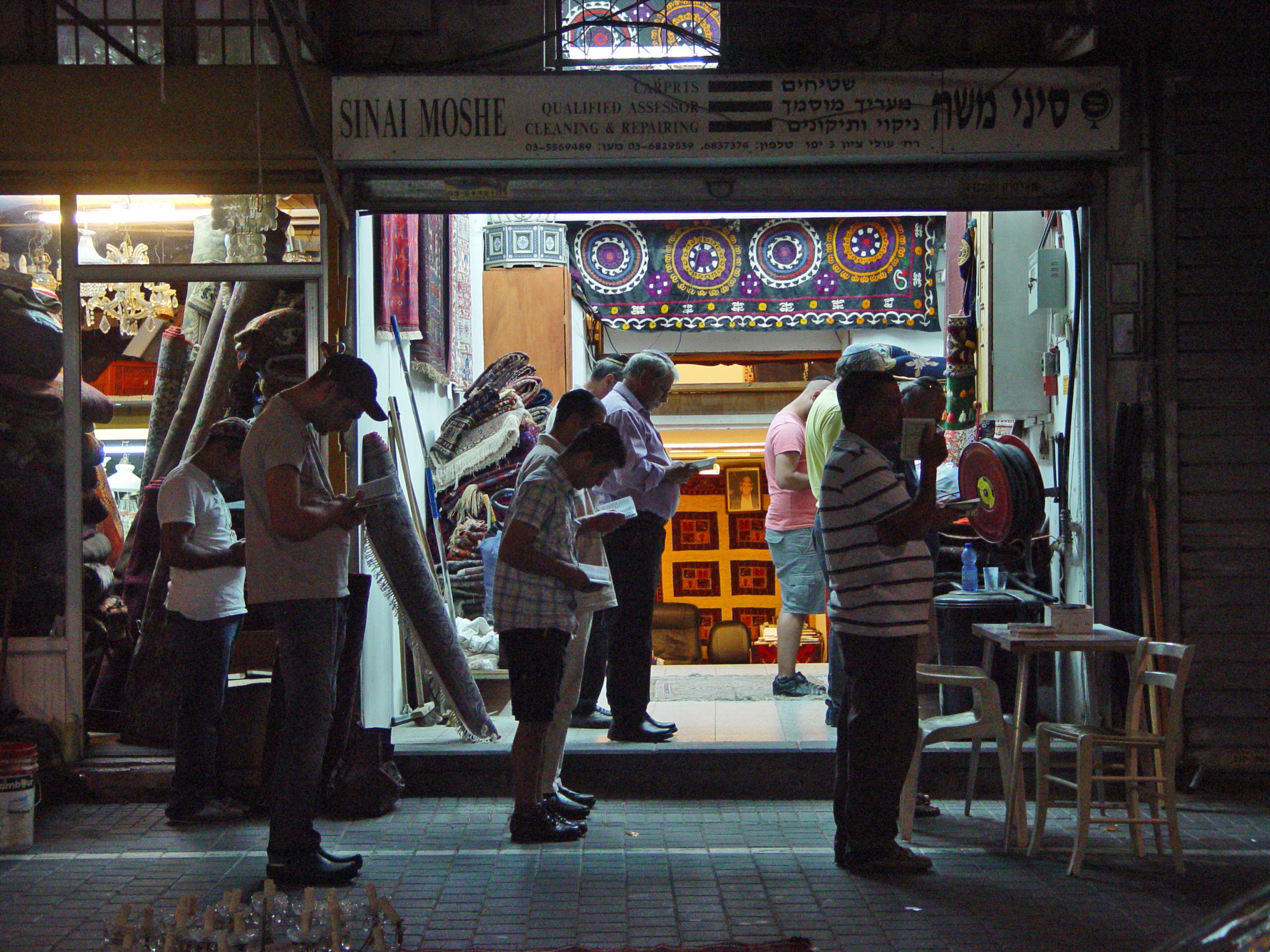
Міньян що зібрався для вечірньої молитви маарів

Міньян (івр. מִנְיָן) — в юдаїзмі, кворум з десяти чоловіків старших 13 років, необхідний для суспільної молитви та низки релігійних церемоній.
Міньян потрібен, щоб виголошена молитва вважалася молитвою всієї громади, а не індивідуальною.